# Suslic de la Colúmbia Britànica
El suslic de la Colúmbia Britànica (Urocitellus columbianus) és una espècie de rosegador esciüromorf de la família dels esciúrids. Es troba en certes regions del Canadà (Alberta, Colúmbia Britànica) i del nord-oest dels Estats Units (Idaho, Montana, Oregon, Washington).

## Descripció
El suslic de la Colúmbia Britànica és un dels membres més grossos del gènere, més gran que el suslic àrtic. Tenen una constitució relativament robusta. Fan entre 325 i 400 mm de longitud total, amb una cua d'entre 80 i 116 mm. Les potes del darrere fan entre 47 i 57 mm, i les orelles entre 16 i 22,5 mm.